# Communion (álbum de Years & Years)
Communion —en español, Comunión— es el primer álbum de estudio del trío británico Years & Years, lanzado mundialmente el 10 de julio de 2015 por los sellos discográficos Polydor e Interscope. Su fecha de publicación y lista de canciones fueron anunciadas el 18 de marzo, constando la edición estándar con trece temas y la de lujo con diecisiete, todos compuestos y producidos por el mismo trío, en ocasiones recibiendo ayuda de Andy Smith, Greg Kurstin o Mark Ralph.
Communion fue bien recibido por los críticos, quienes alabaron los ritmos y la voz de Olly Alexander. En Metacritic, acumuló 68 puntos de 100, basándose en un total de dieciocho reseñas profesionales. Comercialmente, lideró los listados del Reino Unido e Irlanda, además de estar entre los diez primeros de Alemania, Australia, Canadá, Noruega y Suecia. Para su promoción, fueron lanzados seis sencillos, de los cuales destacaron «King» y «Shine», ambos exitosos en numerosos países de Europa y Oceanía.

## Recepción

### Comentarios de la crítica y reconocimientos
Communion obtuvo reseñas favorables por parte de los críticos. En el sitio Metacritic, acumuló 68 puntos sobre 100 sobre la base de dieciocho críticas profesionales. Matan Cohen de Allmusic lo calificó con cuatro estrellas de cinco y alabó la mezcla de ritmos ochenteros con la voz nostálgica de Olly Alexander, que brinda mayor calidad a las letras. También habló favorablemente del equilibro entre los himnos de baile y las baladas melancólicas. Alexis Petridis de The Guardian le dio tres estrellas de cinco y escribió que aunque los sonidos no llegan a ser del todo innovadores, cada canción está bien trabajada y es disfrutable. Lewis Corner de Digital Spy otorgó una calificación perfecta de cinco estrellas, aclamando desde los ritmos hasta las voces, las mezclas y las letras. Recomendó a los lectores del sitio descargar «King», «Eyes Shut», «Take Shelter», «Gold» y «Worship». Kenneth Partridge de Billboard lo puntuó con tres estrellas y media de cinco y expresó su agrado por los «himnos de baile» como «King», «Desire» y «Real», que dan mayor credibilidad a la victoria del trío en la encuesta Sound of.... Por otra parte, en los Attitude Awards, celebrados en octubre de 2015, Communion ganó el premio al álbum del año.

### Recibimiento comercial
Communion tuvo una recepción comercial favorable en parte del mundo, destacando principalmente Europa. En el Reino Unido, debutó directamente en la primera posición del UK Albums Chart y se mantuvo dos semanas consecutivas en el liderazgo. Posteriormente, fue certificado por la British Phonographic Industry (BPI) con disco de platino tras vender más de 300 mil copias en el país. Gracias a sus ventas y streaming, fue el tercer álbum debut más exitoso del 2015 en el Reino Unido y vigésimo en general. En Irlanda también debutó en el número uno, mientras que en Australia, Bélgica, Canadá, Dinamarca, Noruega, Nueva Zelanda, los Países Bajos, Suecia y Suiza estuvo entre los quince primeros. También ingresó a las listas de otros países como Alemania, Austria, España, Finlandia, Francia, Hungría e Italia, donde estuvo entre los veinte y cincuenta primeros. En los Estados Unidos alcanzó la cuadragésima séptima posición del Billboard 200, la novena del Digital Albums y la primera del Dance/Electronic Albums.

## Sencillos
En el 2014, fueron publicados tres sencillos oficiales para la promoción del disco; «Real», «Take Shelter» y «Desire», pero ninguno tuvo éxito comercial aparente. En febrero de 2015, tras ganar la encuesta Sound of... de BBC, el cuarto sencillo, «King», tuvo un éxito comercial inmediato. El sencillo lideró el UK Singles Chart y estuvo entre los diez primeros en Alemania, Australia, Austria, Dinamarca, Irlanda, los Países Bajos y Suiza, además de haber recibido numerosos discos de oro y platino por sus altas ventas. Su videoclip además consiguió superar las 100 millones de reproducciones en YouTube. Cuatro meses después fue lanzado el quinto sencillo, «Shine», que también fue bien recibido en Australia, Irlanda y el Reino Unido, donde estuvo entre los quince primeros de sus listas de éxitos y fue certificado.

## Lista de canciones
- Edición estándar

| Communion |                |                                                           |          |  |
| N.º       | Título         | Escritor(es)                                              | Duración |  |
| 1.        | «Foundation»   | Olly Alexander, Emre Turkmen y Michael Goldsworthy        | 2:58     |  |
| 2.        | «Real»         | Alexander, Turkmen y Goldsworthy                          | 4:10     |  |
| 3.        | «Shine»        | Alexander, Turkmen, Goldsworthy y Greg Kurstin            | 4:14     |  |
| 4.        | «Take Shelter» | Alexander, Turkmen, Goldsworthy, Andy Smith y Kid Harpoon | 4:07     |  |
| 5.        | «Worship»      | Alexander, Turkmen, Goldsworthy, Harpoon y TMS            | 3:40     |  |
| 6.        | «Eyes Shut»    | Alexander, Turkmen y Goldsworthy                          | 3:18     |  |
| 7.        | «Ties»         | Alexander, Turkmen, Goldsworthy y Mark Ralph              | 3:46     |  |
| 8.        | «King»         | Alexander, Turkmen, Goldsworthy y Smith                   | 3:35     |  |
| 9.        | «Desire»       | Alexander, Turkmen, Goldsworthy y Harpoon                 | 3:25     |  |
| 10.       | «Gold»         | Alexander, Turkmen, Goldsworthy y Ralph                   | 3:59     |  |
| 11.       | «Without»      | Alexander, Turkmen, Goldsworthy y Ralph                   | 3:30     |  |
| 12.       | «Border»       | Alexander, Turkmen y Goldsworthy                          | 4:22     |  |
| 13.       | «Memo»         | Alexander, Turkmen y Goldsworthy                          | 3:22     |  |
| 48:26     |                |                                                           |          |  |

- Edición de lujo

| Communion |                            |                                         |          |  |
| N.º       | Título                     | Escritor(es)                            | Duración |  |
| 1.        | «1977»                     | Alexander, Turkmen y Goldsworthy        | 3:00     |  |
| 2.        | «Ready for You» (Acústico) | Alexander, Turkmen y Goldsworthy        | 3:17     |  |
| 3.        | «I Want to Love»           | Alexander, Turkmen y Goldsworthy        | 2:21     |  |
| 4.        | «King» (Acústico)          | Alexander, Turkmen, Goldsworthy y Smith | 2:58     |  |
| 61:07     |                            |                                         |          |  |

## Posicionamiento en listas

### Semanales
| País              | Lista                             | Mejor posición |
| ----------------- | --------------------------------- | -------------- |
| Alemania          | German Albums Chart               | 16             |
| Australia         | Australian Albums Chart           | 5              |
| Austria           | Austrian Albums Chart             | 24             |
| Bélgica (Flandes) | Ultratop 200 Albums               | 2              |
| Bélgica (Valonia) | Ultratop 200 Albums               | 13             |
| Canadá            | Canadian Albums                   | 8              |
| Corea del Sur     | South Korean Albums               | 66             |
| Corea del Sur     | South Korean International Albums | 11             |
| Dinamarca         | Danish Albums Chart               | 7              |
| Escocia           | Scottish Albums Chart             | 1              |
| España            | Spanish Albums Chart              | 33             |
| Estados Unidos    | Billboard 200                     | 47             |
| Estados Unidos    | Digital Albums                    | 9              |
| Estados Unidos    | Dance/Electronic Albums           | 1              |
| Finlandia         | Finnish Albums Chart              | 20             |
| Francia           | French Albums Chart               | 39             |
| Hungría           | Top 40 album- lista               | 40             |
| Irlanda           | Irish Albums Chart                | 1              |
| Italia            | Italian Albums Chart              | 50             |
| Noruega           | Norwegian Albums Chart            | 10             |
| Nueva Zelanda     | New Zealand Albums Chart          | 11             |
| Países Bajos      | Dutch Albums Top 100              | 5              |
| Polonia           | Polish Albums Chart               | 4              |
| Reino Unido       | UK Albums Chart                   | 1              |
| Suecia            | Swedish Albums Chart              | 6              |
| Suiza             | Swiss Albums Chart                | 5              |

### Sucesión en listas
| Predecesor: 1989 de Taylor Swift | Irish Albums Chart — Álbum número 1 16 de julio de 2015 — 23 de julio de 2015    | Sucesor: X de Ed Sheeran                             |
| Predecesor: X de Ed Sheeran      | Scottish Albums Chart — Álbum número 1 17 de julio de 2015 — 30 de julio de 2015 | Sucesor: Born in the Echoes de The Chemical Brothers |
| Predecesor: X de Ed Sheeran      | UK Albums Chart — Álbum número 1 17 de julio de 2015 — 30 de julio de 2015       | Sucesor: Born in the Echoes de The Chemical Brothers |

### Certificaciones
| Territorio  | Organismo certificador | Certificación | Ventas certificadas | Ref.   |
| ----------- | ---------------------- | ------------- | ------------------- | ------ |
| Austria     | IFPI — Austria         | Oro           | 7500                | [ 41 ] |
| Dinamarca   | IFPI — Dinamarca       | Oro           | 10 000              | [ 42 ] |
| México      | AMPROFON               | Platino       | 60 000              | [ 43 ] |
| Polonia     | ZPAV                   | 2× Platino    | 40 000              | [ 44 ] |
| Reino Unido | BPI                    | Platino       | 300 000             | [ 7 ]  |
| Suecia      | IFPI — Suecia          | Oro           | 20 000              | [ 45 ] |

### Anuales
| Bélgica (Flandes) | Ultratop 200 Albums | 56  |
| Dinamarca         | Danish Albums Chart | 100 |
| Reino Unido       | UK Albums Chart     | 20  |